# Stanisław Dowlaszewicz
Stanisław Dowlaszewicz Billman (ur. 20 sierpnia 1957 w Podedworcach k. Grodna) – polski duchowny rzymskokatolicki, franciszkanin, misjonarz, biskup.

## Życiorys
W wieku dwóch lat wraz z rodzicami w ramach repatriacji przybył do Polski. Uczęszczał do Niższego Seminarium Duchownego Franciszkanów w Legnicy (obecnie Katolickie Liceum Ogólnokształcące). W 1984 otrzymał święcenia kapłańskie z rąk biskupa Józefa Rozwadowskiego. Do Boliwii przybył w listopadzie 1986 r. Był proboszczem w parafii Nuestra Seńora de las Mercedes w Montero, leżącym w departamencie Santa Cruz, a także sekretarzem franciszkańskiej kustodii boliwijskiej. Przez 14 lat pracował jako kapelan wojskowy. 5 lat pełnił obowiązki wikariusza diecezjalnego w północnej części archidiecezji Santa Cruz.
13 marca 2001 r. przyjął sakrę biskupią w bazylice katedralnej św. Wawrzyńca w Santa Cruz. Jego zawołaniem są słowa św. Maksymiliana M. Kolbego: „Sólo el amor crea” (pl. Tylko miłość jest twórcza).
4 czerwca 2009 kamiennogórscy radni nadali mu tytuł Honorowego Obywatela Miasta Kamiennej Góry.